# Vladimir Matović
Vladimir Matović (Beograd, 2. februar 1989), poznat kao Vlada Matović i Vonta (Wonta), srpski je pevač. Bivši je član ritam i bluz grupe Elitni odredi zajedno sa reperom Reljom Popovićem (hitovi su Beograd, sa Di-džej Šonetom i Аnabelom; Ne koči; Ona sija; Ima mnogo žena i kafana). Nakon raspada grupe započeo je solo karijeru, te 20. jula 2015. godine objavio pesmu Peta brzina. Od tada do kraja 2017. izbacio je još četiri pesme: Ne preti mi (2016), Pakao i raj (sa Di-džej Šonetom; 2016), Sve što zaradim (2017), Skupo (2017). Ima duet sa Dadom Polumentom, Od Jadrana do Beograda (2018); Elitni odredi sa Polumentom izvode pesmu Ljubavi moja (2012), a sa Nikolijom Jovanovic Alkohola litar (2014); ima više saradnji sa izvođačem koji nastupa kao Limma. Pored pevanja Matović se bavio slikarstvom.

## Diskografija
Albumi:
- Oko sveta (2010) kao deo dua Elitni odredi

Singlovi (kao solo izvođač):
- Peta brzina (2015)
- Ne preti mi (2016)
- Pakao i raj (2016) sa Di-džej Šonetom
- Sve što zaradim (2017)
- Skupo (2017)
- Adrenalin (2019) sa Di-džej Šone i Foxom
- Latina ye (2023) sa Limma
- Patrola (2023)
- Miami (2023)

## Spoljašnje veze
- Vladimir Matović na sajtu  (jezik: engleski)
- Tekstovi pesama na sajtu genius.com (jezik: engleski)